# Miguel de Noronha, comte de Linhares
Dom Miquel de Noronha, 4t comte de Linhares (1585 — Madrid, 1647) va ser un noble i militar portuguès. Va ser governador de Tànger (1624 a 1628), com el seu pare Afonso de Noronha, obtenint un gran èxit en la lluita contra els moros (com els portuguesos anomenaven a tots els musulmans) en aquesta regió. Poc després, va ser nomenat el 44è governador de l'Índia i el 23è amb títol de virrei, un càrrec que va ocupar des de 1629 fins a 1635. Era el net de Dom Afonso de Noronha, que també va ser virrei de l'Índia.
Durant el seu virregnat a l'Índia, va tenir greus problemes amb la corrupció i atacs externs, amb grans pèrdues a Ceilan i Mombasa. De tornada a Europa, va ser nomenat membre del Consell de Portugal a Madrid. En aquesta posició, va argumentar que Portugal havia de ser un regne incorporat, després d'haver tingut greus disputes amb el comte-duc d'Olivares, que creia que tots els dominis de Dom Felip III havien de ser províncies espanyoles. Després de la Guerra de la Restauració, va continuar fidel a Felip III, acabant la seva vida a la capital espanyola.